# Pogonomelomys bruijni
Pogonomelomys bruijni  Peters & Doria, 1876 è un roditore della famiglia dei Muridi endemico della Nuova Guinea.

## Descrizione

### Dimensioni
Roditore di medie dimensioni, con la lunghezza della testa e del corpo tra 173 e 180 mm, la lunghezza della coda tra 190 e 197 mm, la lunghezza del piede tra 33 e 34 mm, la lunghezza delle orecchie di 9 mm.

### Aspetto
La pelliccia è ruvida. Il colore delle parti superiori varia dal grigio al rossiccio, mentre le parti ventrali e le zampe sono bianche. Le orecchie sono bruno-nerastre e relativamente piccole.  Una striscia brunastra si estende dal dorso dei piedi fino alla base del terzo e quarto dito. La coda è più lunga della testa e del corpo, prensile lungo la parte dorsale terminale, uniformemente bruno-nerastra e con 10 anelli di scaglie per centimetro.

## Biologia

### Comportamento
È una specie arboricola. Si rifugia all'interno di alberi cavi.

## Distribuzione e habitat
Questa specie è diffusa nella Nuova Guinea e sull'isola di Salawati.
Vive nelle foreste umide tropicali di pianura fino a 600 metri di altitudine. Sembra molto sensibile al degrado della qualità del proprio habitat.

## Tassonomia
Sono state riconosciute 2 sottospecie:
- P.b.bruijni: penisola di Vogelkop, nell'estrema parte nord-occidentale della Nuova Guinea, Salawati;
- P.b.brassi (Tate & Archbold, 1941): Pianure della Nuova Guinea, inclusi i bacini del fiume Fly e del fiume Strickland.

## Conservazione
La Lista rossa IUCN, considerato il vasto areale e la mancanza di reali minacce, classifica P. bruijni come specie a rischio minimo (Least Concern). La sottospecie P. b. bruijni, a causa della distribuzione limitata e del continuo degrado del proprio habitat, è considerata prossima alla minaccia (NT).